# Grosley-sur-Risle
Grosley-sur-Risle település Franciaországban, Eure megyében. Lakosainak száma 525 fő (2022. január 1.). Grosley-sur-Risle Barc, Barquet, Beaumont-le-Roger, La Houssaye, Le Noyer-en-Ouche, Le Plessis-Sainte-Opportune és Romilly-la-Puthenaye községekkel határos.

## Népesség
A település népességének változása:
| Lakosok száma | 417  | 502  | 507  | 550  | 534  | 525  | 523  | 527  | 530  | 525  |
|               | 1968 | 1982 | 1990 | 2006 | 2013 | 2015 | 2017 | 2019 | 2020 | 2022 |